# 异额蟹属
异额蟹属（学名：Anomalifrons）是短眼蟹科的一属。

## 下属物种
本属包括以下物种：
- 莱氏异额蟹 Anomalifrons lightana Rathbun, 1931